# Erlé Ferronnière
Erlé Ferronnière, né le 5 mars 1971 à Nantes, est un peintre et illustrateur français de fantasy et de féerie. 

## Biographie
Depuis l’enfance, Erlé Ferronnière a toujours été passionné par le dessin et la peinture. Issu de familles d’architectes par ses deux grand-pères (arrière-petit-fils de Charles Chaussepied), il a eu la chance d’évoluer dans un environnement où le domaine artistique était considéré et valorisé. 
Son baccalauréat en poche, il se dirige vers les beaux-arts. Il est admis à l'École régionale des beaux-arts d'Angers en 1991. Au terme de trois années d'études, il obtient son diplôme national d’arts plastiques, option art. 
Entre-temps, il rencontre Jean-Baptiste Monge, élève en école d'arts appliqués puis dessinateur publicitaire. Ensemble, ils se lancent dans l’illustration et c’est ainsi que leur premier livre, Halloween, est publié en 1997. Suit Mic & Mac en solo, puis À la recherche de Féerie tome I et tome II à nouveau avec Jean-Baptiste, L’Univers des Dragons un ouvrage collectif regroupant de nombreux illustrateurs, et Fées & Déesses, de nouveau en solo côté illustration…
Depuis quelques années, il se consacre pleinement au dessin et à la peinture avec le soutien de la galerie Daniel Maghen, sans pour autant abandonner ses thèmes de prédilection que sont la mythologie et le légendaire. 

## Œuvres publiées
- Halloween, Sorcières, Lutins, Fantômes et autres Croquemitaines (1997). En collaboration avec Jean-Baptiste Monge. Éditions "Au bord des Continents…".
- Mic & Mac (1999). Éditions "Au bord des Continents…".
- À la recherche de Féerie - tome I - La Révélation (2002). En collaboration avec Jean-Baptiste Monge. Éditions "Au bord des Continents…".
- À la recherche de Féerie - tome II - La Disparition (2004). En collaboration avec Jean-Baptiste Monge. Éditions "Au bord des Continents…".
- L'Univers des Dragons, Premier feux (2007). Participation au collectif. Éditions Daniel Maghen.
- L'Univers des Dragons, Deuxième souffle (2008). Participation au collectif. Éditions Daniel Maghen.
- Fées & Déesses (2009). Éditions Daniel Maghen.
- Fées & Déesses (2016). Éditions "Au bord des Continents…".
- Pixies, Le Petit Peuple des Fées (2018). en auto-édition.